# Mohammed Khalvan
Mohammed Khalvan Zayed Al-Harasi (tiếng Ả Rập: محمد خلفان زايد الحراصي) (sinh ngày 28 tháng 8 năm 1998) là một cầu thủ bóng đá người Các Tiểu vương quốc Ả Rập Thống nhất. Hiện tại anh thi đấu cho Al Ain.